# Innovationspark Künstliche Intelligenz
Der Innovationspark Künstliche Intelligenz (IPAI) ist ein im Aufbau befindlicher Forschungs- und Entwicklungscampus in Heilbronn, Baden-Württemberg. Ziel des Projekts ist es, Akteure aus Wissenschaft, Wirtschaft und Gesellschaft im Bereich der Künstlichen Intelligenz (KI) zusammenzubringen. Getragen wird das Vorhaben insbesondere von der Dieter Schwarz Stiftung, der Schwarz Gruppe und der Stadt Heilbronn.

## Geschichte
Der IPAI wurde im Rahmen der KI-Zukunftsstrategie Baden-Württembergs entwickelt. Nach einem landesweiten Wettbewerb erhielt Heilbronn 2021 den Zuschlag als Standort. Ausschlaggebend war die starke Unterstützung aus der Privatwirtschaft und die Zusage erheblicher Investitionen seitens der Dieter Schwarz Stiftung.
Das Land Baden-Württemberg beteiligt sich mit bis zu 50 Millionen Euro gemeinnütziger Förderung, der Großteil der Finanzierung stammt jedoch aus privaten Mitteln. Die Projektverantwortung liegt bei der IPAI Management GmbH, einer eigens gegründeten Gesellschaft, die auch den Aufbau koordiniert.

## Standort und Architektur
Der Campus entsteht auf einem etwa 30 Hektar großen Gelände im Heilbronner Stadtteil Neckargartach. Bereits seit 2022 ist ein Übergangsstandort im Zukunftspark Wohlgelegen unter dem Namen IPAI SPACES als Besucherzentrum in Betrieb.
Ein internationaler Architekturwettbewerb entschied über die Gestaltung des finalen Areals. Das niederländische Büro MVRDV entwarf ein offenes, modulares Campuskonzept mit Reallaboren, Coworking-Bereichen und einem KI-Besucherzentrum. Der Baubeginn des Campus ist für November 2025 geplant und die Vorarbeiten wurden bereits begonnen.
Die Vorplanung einer Seilbahn vom Heilbronner Hauptbahnhof zum IPAI Campus wurde im April 2025 vom Gemeinderat beschlossen.

## Plattform und Netzwerk
Der IPAI vernetzt Akteure aus Forschung, Industrie, Politik und Gesellschaft. Zu den Industriepartnern gehören u. a. Schwarz Digits, das Heidelberger KI-Unternehmen Aleph Alpha, Telekom Deutschland, Porsche, Audi, Würth-Gruppe, Ziehl-Abegg, Bausparkasse Schwäbisch Hall und Stihl.
Die IPAI Foundation wurde als Teil des Innovationsparks in Heilbronn gegründet. Sie widmet sich Fragestellungen im Zusammenhang mit ethischen, rechtlichen und gesellschaftlichen Dimensionen von Künstlicher Intelligenz und soll den Austausch zwischen verschiedenen gesellschaftlichen Akteuren ermöglichen.